# 伊万·莫利纳
伊万·莫利纳（西班牙語：Iván Molina，1946年6月16日—），生于安蒂奧基亞省馬切奧，哥伦比亚男子网球运动员。他曾搭档玛蒂娜·纳芙拉蒂洛娃获得1974年法国网球公开赛混合双打冠军。